# Clostrocera banoni
Clostrocera banoni is een keversoort uit de familie boktorren (Cerambycidae). De wetenschappelijke naam van de soort is voor het eerst geldig gepubliceerd in 1834 door Audinet-Serville.